# Skinfaxi y Hrímfaxi

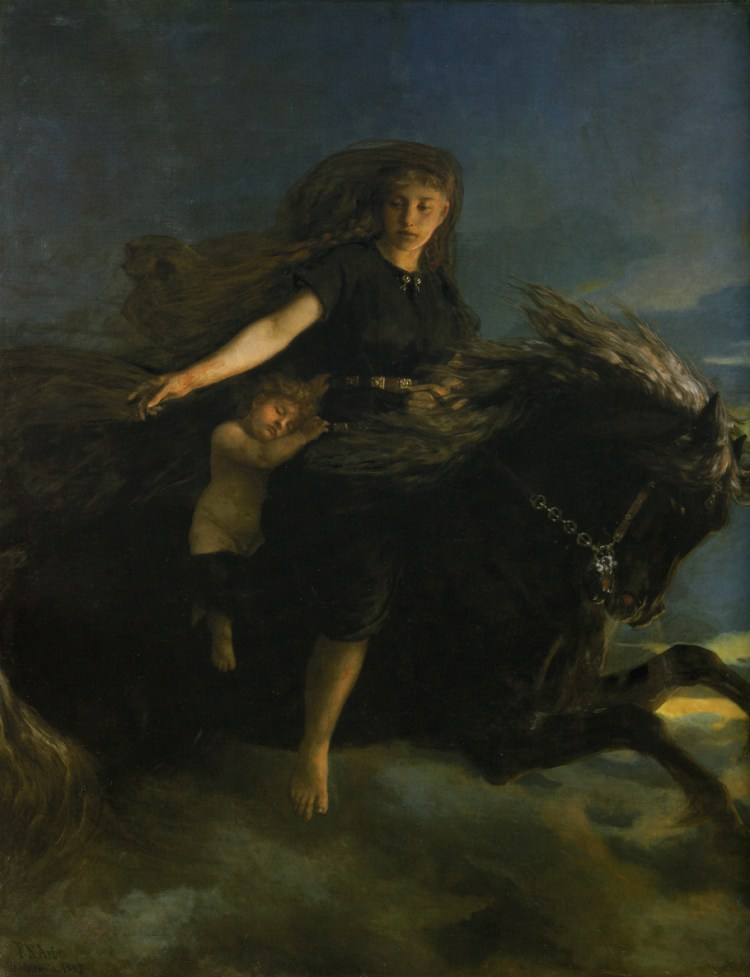
Nótt cabalgando a Hrímfaxi. Pintura del de Peter Nicolai Arbo

En la mitología nórdica, Skínfaxi y Hrímfaxi son los caballos de  Dagr (Día) y Nótt (Noche). Los nombres Skínfaxi y Hrímfaxi son bahuvrihis, que significan "crines brillantes" y "crines de escarcha", respectivamente. Hrímfaxi recorría el cielo tirando del carro de Nótt y rocía la tierra cada mañana con la baba que va soltando. Skínfaxi tiraba del carro de Dagr a través del cielo cada día y sus crines iluminaban la tierra y el cielo.
El mito de Skinfaxi se cree que se originó en la religión nórdica de la edad de bronce, en la cual hay varias evidencias de mitos que involucran a un caballo tirando del sol a través del cielo. El carro solar de Trundholm es tirado por un solo caballo y posiblemente se creía que era regresado de oeste a este por un segundo caballo.
Relacionados con estos también están Arvak y Alsvid, dos caballos que tiraban del carro de la diosa Sól.

## Su influencia en la cultura popular
En el juego de Namco Ace Combat 5: The Unsung War aparecen dos submarinos portaaviones con capacidad de lanzar misiles balísticos que hay que destruir. En el juego se llaman Scinfaxi y Hrimfaxi.